# Théorème de Ceva
Pour les articles homonymes, voir Ceva (homonymie).

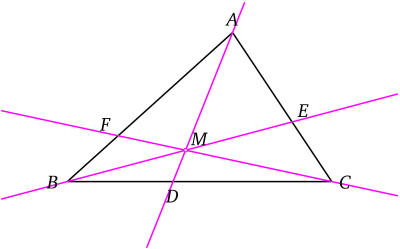
Les droites (AD), (BE) et (CF) sont concourantes ou parallèles si et seulement si.

En mathématiques, le théorème de Ceva est un théorème de géométrie affine plane qui donne une condition nécessaire et suffisante pour que trois droites passant par les trois sommets d'un triangle soient parallèles ou concourantes. Il s'interprète naturellement en géométrie euclidienne et se généralise en géométrie projective.
Il doit son nom au mathématicien italien Giovanni Ceva qui, quelques années après le mathématicien espagnol José Zaragoza, en énonce et démontre une version dans le De lineis rectis se invicem secantibus statica constructio en 1678. Cependant, il était déjà connu, à la fin du XIe siècle, de Yusuf Al-Mu'taman ibn Hűd, géomètre et roi de Saragosse. Celui-ci le démontre dans son Livre de perfection (Kitab al-Istikmal, en arabe:  كتاب الإستكمال), renommé en son temps et dont le texte a été redécouvert en 1985,.

## Le théorème en géométrie euclidienne
Cette section présente un cas particulier du théorème de Ceva, celui où les trois droites passant par chacun des sommets du triangle sont intérieures à celui-ci. L'énoncé se simplifie : ces trois droites ne peuvent être parallèles, et il suffit de parler de rapports de longueurs.

### Énoncé avec des distances
On appellera dans la suite cévienne d'un triangle une droite passant par un sommet et rencontrant le segment opposé. Ici, les points D, E et F sont bien sur les côtés.
On va donner une démonstration ne faisant intervenir que des notions de proportionnalité de longueurs et d'aires, des outils qui étaient déjà disponibles à l'époque d'Euclide.

### Énoncé sous forme trigonométrique
On peut déduire du théorème de Ceva par la loi des sinus une version trigonométrique de celui-ci.

## Le théorème en géométrie affine
Il s'avère que le théorème de Ceva (la première version), est un énoncé de géométrie affine, c'est-à-dire qu'il n'est pas besoin de parler de longueur, d'orthogonalité, ou d'angle, même si bien sûr le théorème reste valide a fortiori dans ce contexte. Pour cela on doit abandonner les longueurs et donner un énoncé en termes de rapports de mesures algébriques. Une mesure algébrique est intuitivement, en géométrie euclidienne, une longueur avec un signe qui dépend d'une orientation arbitraire sur une droite donnée. Mais on peut définir de façon purement affine, sans parler ni de longueur, ni d'orientation, le rapport de mesures algébriques suivant pour trois points P, Q, R alignés, Q et R étant distincts de P, soit :
{\displaystyle {{\overline {PR}} \over {\overline {PQ}}}}.
Il s'agit du rapport de la seule homothétie de centre P qui transforme Q en R, ou encore de façon équivalente, du seul scalaire vérifiant :
{\displaystyle {\overrightarrow {PR}}={{\overline {PR}} \over {\overline {PQ}}}\cdot {\overrightarrow {PQ}}}
L'énoncé qui suit du théorème est donc bien un énoncé de géométrie affine.

### Énoncé du théorème de Ceva
Il existe de nombreuses démonstrations de ce théorème en géométrie affine. Plutôt que d'adapter la démonstration précédente, ce qui demande d'introduire une notion d'aire algébrique, on peut utiliser le barycentre.

### Théorème de Ceva et théorème de Ménélaüs
Le théorème de Ceva entretient des rapports étroits avec le théorème de Ménélaüs qui donne une condition très analogue (le même produit doit égaler 1), pour que trois points sur les côtés (en tant que droites) d'un triangle soient alignés.
La configuration du théorème de Ménélaüs est en effet duale de celle du théorème de Ceva : la dualité fait correspondre point et droite et prend tout son sens en géométrie projective, le dual d'un triangle est un triangle dont on a échangé les sommets et les côtés. Les points duaux des céviennes (passant par les sommets) sont des points sur les côtés du triangle dual. La condition de concours des céviennes devient une condition d'alignement de ces points. 
D'autre part on montre une partie du théorème de Ceva en utilisant deux fois le théorème de Ménélaüs. Il s'agit de l'une des implications de l'équivalence du théorème, lorsqu'on suppose les trois droites concourantes.

Du théorème de Ceva au théorème de Ménélaüs et réciproquement par la division harmonique.

Enfin on passe du théorème de Ceva au théorème de Menelaüs par une division harmonique. Dans le triangle ABC, les points D, E et F sont sur les côtés respectivement (BC), (AC) et (AB), tels que les droites (AD), (CF) et (BE) soient concourantes et la droite (FE) ne soit pas parallèle au côté (BC), le point D’ est alors l'intersection de ces deux droites, c'est-à-dire que D’ est sur (BC) et D’, F et E sont alignés ; alors les quatre points [D’,D,B,C] sont en division harmonique :
{\displaystyle {\begin{aligned}{\frac {\overline {DB}}{\overline {DC}}}{\frac {\overline {EC}}{\overline {EA}}}{\frac {\overline {FA}}{\overline {FB}}}&=&-1&\qquad {\text{(Ceva)}}\\[3pt]{\frac {\overline {D'B}}{\overline {D'C}}}{\frac {\overline {EC}}{\overline {EA}}}{\frac {\overline {FA}}{\overline {FB}}}&=&1&\qquad {\text{(Ménélaüs)}}\\[3pt]{\frac {\overline {D'B}}{\overline {D'C}}}:{\frac {\overline {DB}}{\overline {DC}}}&=&-1&\end{aligned}}}
(AD) est la polaire de D' par rapport à (AB) et (AC).
On passe, par un simple produit ou quotient, de deux de ces résultats au troisième (voir l'article division harmonique pour la définition de la polaire et une démonstration de la propriété utilisée, c'est celle qui permet de construire la polaire, utilisant les faisceaux harmoniques). Une autre façon de mettre en évidence cette propriété est de remarquer que les quatre droites (AB), (BE), (CF) et (CA) sont les côtés d'un quadrilatère complet de sommets A, F, M, E, B et C : la diagonale [BC] est donc divisée par les deux diagonales (EF) et (AM) suivant une division harmonique.

## Le théorème en géométrie projective
Dans le plan projectif, toutes les droites sont sécantes. On peut construire le plan projectif en ajoutant une droite, dite droite à l'infini, au plan affine. Les droites du plan affine d'une même direction sont sécantes en un même point (dit parfois point impropre) sur cette droite à l'infini. Il devient inutile de distinguer deux cas dans l'énoncé du théorème. Par contre les rapports de mesures algébriques ne sont pas des notions projectives. On peut parler de birapport : dans la construction du plan projectif comme complété du plan affine, le birapport [A, B, C, D] égale le rapport de la mesure algébrique de [CA] sur celle de [CB] quand D est à l'infini. On peut aussi donner une version du théorème en coordonnées homogènes, qui sont l'extension des coordonnées barycentriques au plan projectif.

## Exemples d'applications
Le théorème de Ceva permet de démontrer de nombreuses propriétés de droites concourantes.
- On peut l'appliquer à un cas simple comme le point d'intersection des médianes. Dans ce cas, D est le milieu de [BC] et donc BD = DC. De même pour les autres points. Tous les rapports intervenant dans le théorème valent 1, et donc leur produit aussi, ce qui prouve que les médianes d'un triangle sont concourantes.Ellipse inscrite passant par les pieds de trois céviennes concourantes.

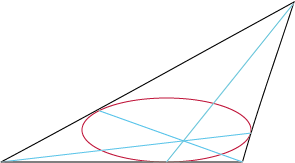
Ellipse inscrite passant par les pieds de trois céviennes concourantes.

- Les conjugués isogonaux et isotomiques sont deux autres exemples d'application du théorème de Ceva.
- Les droites reliant les sommets d'un triangle aux points de contact du cercle inscrit sont concourantes au point de Gergonne de ce triangle.
- Les droites reliant chaque sommet d'un triangle au point de contact d'un cercle exinscrit avec le côté opposé à ce sommet sont concourantes au point de Nagel de ce triangle.
- En conjuguant le théorème de Ceva avec le théorème de Carnot, on obtient que les pieds de trois céviennes concourantes sont les points de contact d'une conique inscrite.
- Le théorème de Ceva a permis de démontrer le théorème des sept cercles[10],[11],[12].